# Qi (okres Zhou)
Qi – chińskie państwo istniejące w okresie Wiosen i Jesieni oraz Okresie Walczących Królestw. Jego stolicą było Linzi, obecnie część Zibo w prowincji Szantung.
Państwo Qi powstało ok. 1046 roku p.n.e., niedługo po powstaniu Dynastii Zhou. Przez kilka wieków władał nim ród Jiang (姜), który w 384 r. został obalony i zastąpiony przez ród Tian (田). Państwo Qi skutecznie opierało się większym od siebie przeciwnikom - Chu i Qin. W 288 r. p.n.e. król Min, władca Qi, ogłosił się Cesarzem Wschodu, podczas gdy król Qin - Cesarzem Zachodu. Rywalizacja zakończyła się w 221 r. p.n.e., kiedy Qi uległo Qin. Chiny po raz pierwszy zostały wówczas zjednoczone pod berłem Pierwszego Cesarza Dynastii Qin.

## Władcy Qi

### Dynastia Jiang (姜)
- Jiang Shang, Książę Tai
- Lüji, Książę Ding
- Książę Yi
- Cimu, Książę Gui
- Książę Ai
- Jing, Książę Hu
- Shan, Książę Xian
- Shou, Książę Wu
- Wuji, Książę Li
- Chi, Książę Wen
- Shuo, Książę Cheng
- Shu, Książę Zhuang
- Lufu, Książę Xi
- Zhu’er, Książę Xiang
- Xiaobai, Książę Huan
- Zhao, Książę Xiao
- Pan, Książę Zhao
- Shangren, Książę Yi
- Yuan, Książę Hui
- Wuye, Książę Qin
- Huan, Książę Ling
- Guang, Książę Zhuang
- Chujiu, Książę Jing
- Tu, Yan Ruzi
- Yangsheng, Książę Dao
- Ren, Książę Jian
- Ao, Książę Ping
- Ji, Książę Xuan
- Dai, Książę Kang

### Dynastia Tian（田)
- Tian Wan, Jing Zhong
- Tian Zhi
- Tian Min
- Xuwu, Wicehrabia Wen
- Wuyu, Wicehrabia Huan
- Kai, Wicehrabia Wu
- Qi, Wicehrabia Xi
- Chang, Wicehrabia Chang
- Pan, Wicehrabia Xiang
- Bai, Wicehrabia Zhuang
- Wicehrabia Dao
- He, Książę Tai

### Dynastia Jiang (ponownie)
- He, Książę Tai
- Wu, Książę Huan
- Yinqi, Król Wei
- Pijiang, Król Xuan
- Di, Król Min, "Cesarz Wschodu"
- Fazhang, Król Xiang
- Jian, Król Qi